# 河井純一
河井 純一（かわい じゅんいち、1982年5月7日 - ）は、日本の男性音楽プロデューサー、トラックメイカー、ベーシスト、DJ。埼玉県入間市出身。片桐舞子とともにMAY'Sを結成し、プロデューサー兼トラックメイカーを務める。血液型はO型。

## 略歴
幼少期から親の音楽趣向によりシティ・ポップ、AORなどを聴いて育つ。そのため現在でも一番影響を受けたアーティストとして角松敏生、山下達郎などを挙げる他、元々ロックバンド出身のためロックに対する愛情も高く、中でもSIAM SHADEを高くリスペクトしている。「高度な演奏技術、作曲テクニックなどを持ち合わせている上で、それらを単純にひけらかすのではなく、キャッチーなメロディー、一般層が入りやすい表現方法を具体化している理想的なミュージシャン」とラジオ等で魅力を語っている。
中学入学と共にギターを始め、間もなくして作詞・作曲も独学でスタートする。
1997年、地元の友人とロックバンドを結成。ギタリスト兼ソングライターとして、音楽家の活動起源となったバンドである。
2002年、東京の専門学校でクラスメイトだった片桐舞子と共にMAY'Sを結成。リーダー兼プロデューサーとして音楽活動を本格化。様々なアーティストへの楽曲提供、プロデュース、リミックスを手がける一方、アーティストのホームページやCDジャケット・チラシ・広告などのデザインを制作する。

## 人物
カメラが趣味で、2012年にリリースしたリミックスアルバム「Remaking」のCDジャケットを含む全ての写真は、河井本人の撮影によるものである。また近年は映像制作も手掛けており、MVやライブ映像、アニメーションなども自ら制作している。
多数の趣味を持つが、ブロック玩具のLEGOは大のマニアとして公言している。Yahoo! JAPANが運営するヤフークリエイターズの公式ビルダーとしても活動している。
アメ車をこよなく愛しており、大型自動二輪免許も所持。キャデラック・エスカレード、クライスラー・300C、ハーレーダビッドソン、ホンダ・PCX、ホンダ・モンキーなど多数の乗用車やバイクを所有している。
ラーメン党で、Twitterでは「ラーメンを食べるのは仕事みたいのなもの」と発言している。不定期ではあるが、ブログで「ラーメンレポ」を掲載中。
使用ベースは主にFender American Elite Jazz Bass V、YAMAHA TRB-5PII（いずれも5弦ベース）。

## 作品

### ソロアルバム
|     | 発売日        | タイトル | 規格品番  |
| --- | ------------- | -------- | --------- |
| 1st | 2013年12月4日 | Aozora   | CHSI-1013 |

## MAY'S以外への主な楽曲提供・プロデュース
- 井上苑子
- 川嶋あい
- ひらめ
- DOBERMAN INC.（現：DOBERMAN INFINITY）
- 赤西礼保
- 海蔵亮太
- BRIDGET
- KG
- 真之介
- WISE
- PlayZ
- CLIFF EDGE
- NATURAL8
- SHIKATA
- BUS MASTER
- Clench & Blistah